# 존 모쉬타 주니어
존 모쉬타 주니어(영어: John Moschitta, Jr., 1954년 8월 6일~) 또는 "모토마우스" 존 모쉬타("Motormouth" John Moschitta)는 미국의 대변인이자 가수 및 배우이다. 100여 편이 넘는 광고에 '마이크로 머신 맨'(The Micro Machines Man)으로 출연하였고, 1981년 페덱스의 광고에도 출연하였다.
모쉬타는 《기네스 세계 기록》에서 세계에서 가장 빨리 말하는 사람으로 공인받았었다. 그 기록은 분당 586 단어(wpm)이다. (이 기록은 1990년에 스티브 우드모어가 637 wpm를 기록하면서 깨졌고, 1995년 8월 30일에 Sean Shannon이 655 wpm을 기록하면서 다시 바뀌었다.)